# Oddmund Andersen
Oddmund Andersen (Mjøndalen, 1915. december 21. – Mjøndalen, 1999. november 23.) norvég labdarúgó-fedezet. 
Bátyja, Hans Andersen, szintén válogatott labdarúgó.